# Erythromeris
Erythromeris este un gen de molii din familia Saturniidae. 

## Specii
- Erythromeris flexilineata (Dognin, 1911)
- Erythromeris obscurior Lemaire, 1975
- Erythromeris saturniata (Walker, 1865)